# Дэвис, Грант
Грант Джон Дэ́вис (англ. Grant Jon Davies; 11 сентября 1963, Долби) — австралийский гребец-байдарочник, выступал за сборную Австралии в конце 1980-х годов. Серебряный призёр летних Олимпийских игр в Сеуле, победитель регат национального и международного значения.

## Биография
Грант Дэвис родился 11 сентября 1963 года в городе Долби, штат Квинсленд. Активно заниматься греблей начал в раннем детстве, проходил подготовку в одном из спортивных клубов Квинсленда.
Первого серьёзного успеха на взрослом международном уровне добился в 1988 году, когда попал в основной состав австралийской национальной сборной и благодаря череде удачных выступлений удостоился права защищать честь страны на летних Олимпийских играх в Сеуле, где в программе байдарок-одиночек на тысяче метрах завоевал серебряную медаль — в финальном заезде на финише его обогнал только американец Грег Бартон. Финиш получился близким, сначала даже Дэвиса объявили победителем гонки, однако спустя одиннадцать минут постановили, что победителем стал всё-таки Бартон, с преимуществом в пять тысячных секунды — это самый маленький разрыв по времени в данном виде спорта за всю историю Олимпийских игр.
Несмотря на удачное выступление на Олимпиаде, впоследствии Грант Дэвис не показал сколько-нибудь значимых результатов и вскоре принял решение завершить карьеру профессионального спортсмена, уступив место в сборной молодым австралийским гребцам. В 2009 году введён в Зал спортивной славы Квинсленда.